# Karibadammen
Karibadammen är södra Afrikas näst största damm och vattenkraftverk, och dämmer upp Zambezifloden på gränsen mellan Zambia och Zimbabwe. Byggandet av dammen påbörjades 1955, och fyllningen av dammen startade 1959. Installerad kapacitet är 1320 MW. Kraftproduktionen försörjer de två ägarstaterna Zambia och Zimbabwe med totalt cirka 6,5 TWh per år.
Karibasjön, som bildats av Karibadammen, är 5 500 km², med en längd av 220 km och en bredd på upp till 40 km. Den är den största uppdämda reservoaren längs Zambezifloden, med en vattenvolym på 180 km³ (180 miljarder m³). Dammen är 128 meter hög och 579 meter lång.
Omkring 50 000 människor från tongafolket tvingades flytta i samband med byggandet av dammen.
Andra stora dammar i Zambezi är Cahora Bassa-dammen och Itezhi-Tezhi-dammen. Itezhi-Tezhi ligger inte i Zambezis huvudfåra, utan vid dess biflod Kafue.

### Fotnoter
1. 1 2  ”Engineering News” (på engelska). http://www.engineeringnews.co.za/article/dbsa-provides-105m-for-zambia-hydropower-expansion-2010-11-05. Läst 26 juli 2017.
2. 1 2 3  ”Karibadammen”. Nationalencyklopedin. http://www.ne.se/karibadammen.